# 香花芥
香花芥（学名：Hesperis trichosepala）为十字花科香花芥属下的一个种。

## 扩展阅读
- 維基物種上的相關：香花芥